# دون كيشوت (مجلة)
دون كيشوت كانت مجلة شيوعية أسبوعية كانت موجودة بين عامي 1939 و1940 في القاهرة ، بمصر. كان العنوان، الذي أطلقه هنري كورييل، أحد المؤسسين، إشارة إلى غابرييل ألومار، الشاعر والكاتب الكتلوني.

## التاريخ والملف الشخصي
في عام 1939 أطلق هنري كورييل وراؤول كورييل وجورج هينين مجلة دون كيشوت، وظهر العدد الأول منها في 6 كانون الأول من ذلك العام. كانوا جزءًا من حركة الفن والحرية، وكانت المجلة إحدى الدوريات التي نشروها. كان هنري كورييل محرر المجلة التي كانت تصدر باللغة الفرنسية على أساس أسبوعي. وكان مقرها في القاهرة. تناول دون كيشوت القضايا الاجتماعية والطبقية بالإضافة إلى الأخبار من مصر ودول أخرى، كما تضمن مقالات عن الفنون والعلوم والأزياء والرياضة. ومع ذلك، كان الهدف النهائي هو إنشاء منصة لمعارضة التهديد الناشئ للفاشية الأوروبية.
كان المساهمون شيوعيين، بما في ذلك ريموند أجيون، ولطف الله سليمة، وألبرت سيمون، وفنانين، مثل مارسيل بياجيني، وهنري دوماني، وإدوارد ليفي، ومارسيل لوران ساليناس، وسيف وانلي، وأنجيلو دي ريز. كانت المجموعة الأولى تضم أعضاء الاتحاد الديمقراطي الذي أسسه الماركسيون، في حين ضمت المجموعة الثانية فنانين ومثقفين مصريين. توقفت مجلة دون كيشوت عن النشر في أيار 1940 بعد إنتاج ستة أعداد. 